# Richard Evans Schultes
Pour les articles homonymes, voir Schultes, Richard Evans et Evans.
Richard Evans Schultes, né le 12 janvier 1915 à Boston et mort le 10 avril 2001, est un botaniste américain. Il est considéré comme un des pères de l'ethnobotanique.

## Biographie
Richard Evans Schultes est le fils d’Otto Schultes et de Maude B. née Bagley. Il obtient à Harvard son Bachelor of Arts en biologie en 1937, son Master of Arts en biologie en 1938 et son Ph.D. en botanique en 1941. L’université de Bogota lui décerne en 1951 un Master of Arts honorifique.
Il travaille d’abord pour le service des plantes industrielles du ministère américain de l’Agriculture de 1942 à 1954 puis devient conservateur au musée de botanique de Cambridge. Schultes est membre de diverses sociétés savantes dont l’American Academy of Arts and Sciences, la Société linnéenne de Londres, l’Académie de sciences de Colombie, la Société de botanique économique d’Amérique, etc.
Il fait notamment paraître Native Orchids of Trinidad and Tobago (1960), avec Arthur Stanley Pease (1881-1964) et Generic Names of Orchids. Their Origin and Meaning (1963). Il dirige la parution d’Economical Botany.
Son livre Les Plantes des dieux. Les plantes hallucinogènes, botaniques et ethnologiques, coécrit avec Albert Hofmann, le célèbre découvreur du LSD, est un ouvrage fondateur d'une nouvelle discipline, l'ethnobotanique ; c'est probablement son plus grand succès. Il aborde et explore l'usage traditionnel de plantes enthéogènes et hallucinogènes (datura, peyotl, ayahuasca, entre autres) par les peuples indigènes en y mêlant des connaissances de botanique, biochimie, ethnologie, chimie, mythologie. La richesse de ses textes et de son iconographie en a fait l'ouvrage de référence sur le sujet.

### Vie privée
Il se marie avec Dorothy Crawford McNeil le 27 mars 1959.

## Publication
- Richard Evans Schultes et Albert Hofmann, Plants of the Gods: origins of hallucinogenic use, McGraw-Hill, Londres, 1979 Paru en français sous le titre : Les Plantes des dieux. Les plantes hallucinogènes, botaniques et ethnologiques, Éditions Berger-Levrault, Paris, 1981 ; réédition Éditions du Lézard, Paris, 1993.

## Au cinéma
Son journal a servi de base au scénario du film El abrazo de la serpiente (2015) de Ciro Guerra.

## Source
- Allen G. Debus (dir.), World Who’s Who in Science. A Biographical Dictionary of Notable Scientists from Antiquity to the Present Marquis-Who’s Who (Chicago) : xvi + 1855 p. (1968)